# Associação Brasileira das Redes de Farmácias e Drogarias
A Associação Brasileira das Redes de Farmácias e Drogarias (ABRAFARMA) é a entidade representativa do mercado farmacêutico brasileiro, fundada em 1991.